# Potęgowo (gromada)
Potęgowo – dawna gromada, czyli najmniejsza jednostka podziału terytorialnego Polskiej Rzeczypospolitej Ludowej w latach 1954–1972.
Gromady, z gromadzkimi radami narodowymi (GRN) jako organami władzy najniższego stopnia na wsi, funkcjonowały od reformy reorganizującej administrację wiejską przeprowadzonej jesienią 1954 do momentu ich zniesienia z dniem 1 stycznia 1973, tym samym wypierając organizację gminną w latach 1954–1972.
Gromadę Potęgowo z siedzibą GRN w Potęgowie utworzono – jako jedną z 8759 gromad na obszarze Polski – w powiecie słupskim w woj. koszalińskim na mocy uchwały nr 43/54 WRN w Koszalinie z dnia 5 października 1954. W skład jednostki weszły obszary dotychczasowych gromad Potęgowo, Darżyno Stare, Chlewnica, Głuszynko, Głuszyno i Grapice ze zniesionej gminy Potęgowo w tymże powiecie. Dla gromady ustalono 16 członków gromadzkiej rady narodowej.
1 stycznia 1958 do gromady Potęgowo włączono obszary zniesionych gromad Skórowo i Żychlin (oprócz wsi Warcimino) w tymże powiecie.
31 grudnia 1968 do gromady Potęgowo włączono wsie Rzechcino i Radosław ze zniesionej gromady Stowięcino w tymże powiecie.
31 grudnia 1971 do gromady Potęgowo włączono wieś Warcimino ze zniesionej gromady Mikorowo w tymże powiecie.
Gromada przetrwała do końca 1972 roku, czyli do kolejnej reformy gminnej. 1 stycznia 1973 w powiecie słupskim reaktywowano gminę Potęgowo.